# Era das Flores
Era das Flores é o quarto álbum de Kiko Zambianchi, gravado e lançado em 1989 pela EMI.

## Faixas
| N.º | Título                 | Compositor(es)                                       | Duração |  |
| 1.  | "E Você Onde Está?"    | Kiko Zambianchi                                      | 4:44    |  |
| 2.  | "Demônia"              | Kiko Zambianchi                                      | 3:56    |  |
| 3.  | "Amanheceu"            | Kiko Zambianchi                                      | 4:36    |  |
| 4.  | "Blecaute"             | Kiko Zambianchi                                      | 3:29    |  |
| 5.  | "Hey Jude"             | John Lennon / Paul McCartney (versão: Rossini Pinto) | 4:29    |  |
| 6.  | "Tente de Novo Amanhã" | Kiko Zambianchi                                      | 3:44    |  |
| 7.  | "O Medo Não é Motivo"  | Kiko Zambianchi                                      | 1:56    |  |
| 8.  | "Meu País"             | Kiko Zambianchi                                      | 5:20    |  |
| 9.  | "Dança Pra Mim"        | Kiko Zambianchi / Zé Luiz Zambianchi                 | 4:42    |  |
| 10. | "O Porteiro"           | Zé Luiz Zambianchi                                   | 1:17    |  |